# Militello Rosmarino
Militello Rosmarino (Militeddu en idioma siciliano) es una comuna de 1.436 habitantes de la provincia de Mesina y está emplazada dentro del área protegida Parco de Nebrodi. El nombre Militello proviene del término meleto que significa "campo de miel", mientras que Rosmarino viene del nombre de un valle homónimo vecino.

La comune de Militello Rosmarino en la provincia de Mesina.

## Administración
- Alcalde: Calogero Lo Re
- Fecha de asunción: 17/06/2008
- Partido: lista civica Difendiamo Militello (Defendamos Militello).
- Teléfono de la comuna: 0941 729016
- Email:

## Evolución demográfica
| Gráfica de evolución demográfica de Militello Rosmarino entre 1861 y 2001 |
|                                                                           |
| Fuente ISTAT - Gráfica elaborada por Wikipedia                            |

## Ciudades hermanas
- Grumello del Monte